# You and Your Friend
"You and Your Friend" is een nummer van de Engelse rockband Dire Straits. Het verscheen voor het eerst op het laatste studioalbum van de band: On Every Street. Het was het vijfde nummer van het album dat werd uitgegeven als single. De single werd alleen uitgegeven in Frankrijk en Duitsland.
Mark Knopfler · John Illsley
Guy Fletcher · Alan Clark · David Knopfler · Pick Withers · Hal Lindes · Terry Williams · Jack Sonni